# Garwin (Iowa)
Garwin – miasto w Stanach Zjednoczonych, w stanie Iowa, w hrabstwie Tama. Zgodnie ze spisem statystycznym z 2000 roku, miasto liczyło 565 mieszkańców.